# Ньїрбельтек
Ньїрбельтек (угор. Nyírbéltek) — селище (надькьожег) в медье Саболч-Сатмар-Береґ в Угорщині. Селище займає площу 62,17 км², на якій проживає 2997 жителів.
Вперше згадується в 1265 році під час правління Іштвана V.
До кінця XVII століття поселення практично знелюдніло, але потім його населення відновилося за рахунок русинів греко-католицького віросповідання. Ще 1920 року в ньому проживало 1514 християн східного обряду, 710 римо-католиків, 237 реформатів, 121 юдеїв і 2 євангеліста.